# Empuje pélvico
El empuje pélvico es el movimiento de empujar la región pélvica hacia delante, esta acción se puede identificar con una variedad de actividades, como el baile o el sexo.

## Actividad sexual e insinuación
El empuje pélvico se usa durante la relación sexual por la mayoría de los mamíferos, incluyendo a los humanos, u otras actividades sexuales (como el sexo sin penetración).  En 2007, los científicos alemanes notaron que los monos hembra podían aumentar el vigor y capacidad de empuje pélvico del macho gritando durante el acto sexual. En otras especies animales, el venado de cola blanca realiza la copulación con un solo empuje pélvico.

## Baile

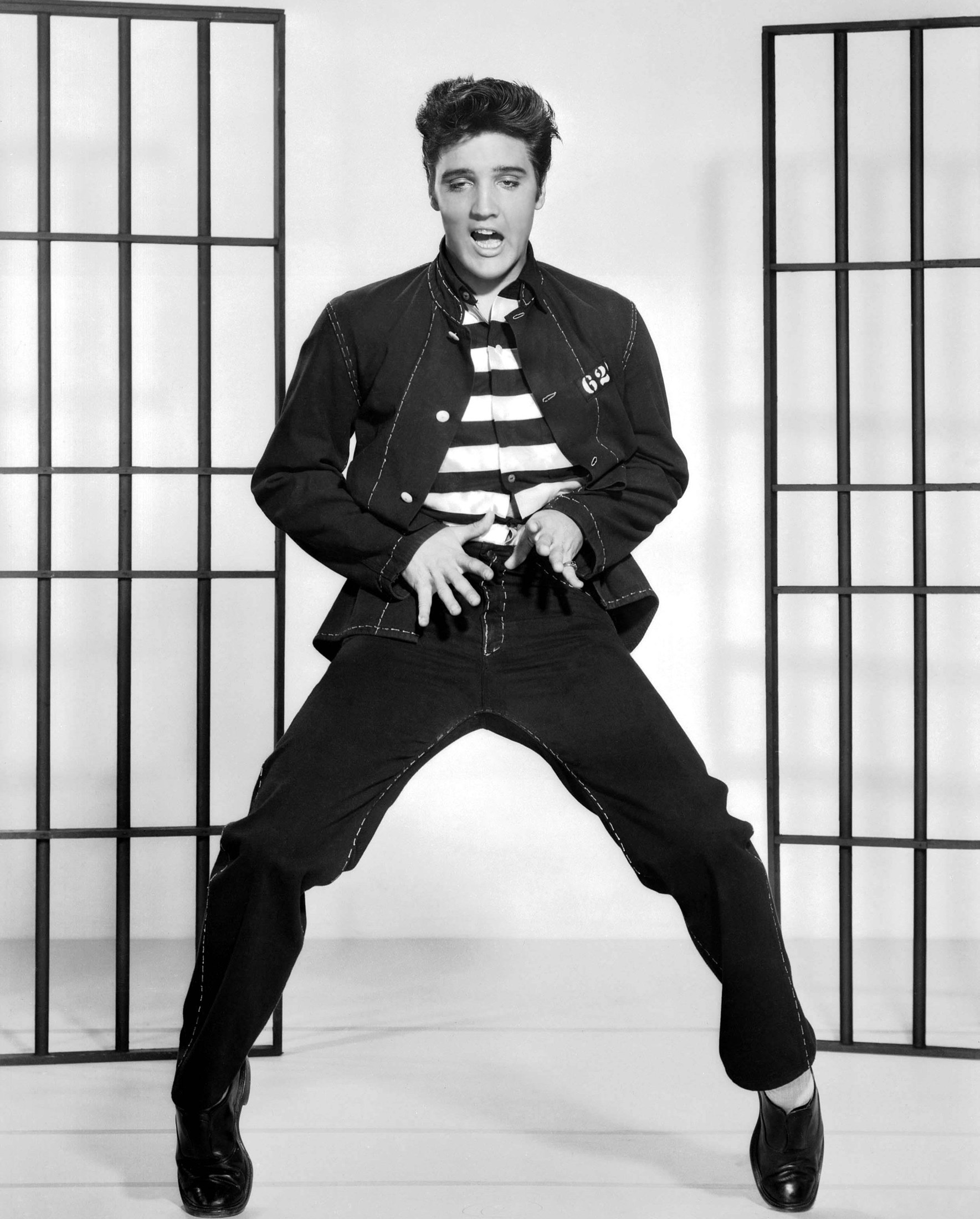
Elvis Presley en Jailhouse Rock.

Uno de los primeros en realizar este movimiento sobre el escenario fue Elvis Presley, siendo bastante polémico debido a sus connotaciones sexuales obvias. Debido a esta controversia, se mostró por televisión en muchas ocasiones (en su tercera aparición en The Ed Sullivan Show) de cintura para arriba. Más tarde, el famoso empuje pélvico también fue utilizado como uno de los movimientos de firma de Michael Jackson.
El «twerking» podría considerarse una forma inversa y a veces pasiva de movimiento de baile del empuje pélvico, es también un movimiento muy popular en bailes de hiphop. También se le conoce comúnmente como «perreo».